# Deseilligny (cràter)
Deseilligny és un petit cràter d'impacte de la Lluna, situat a la part sud de la Mare Serenitatis, a l'est-sud-est del cràter Bessel.

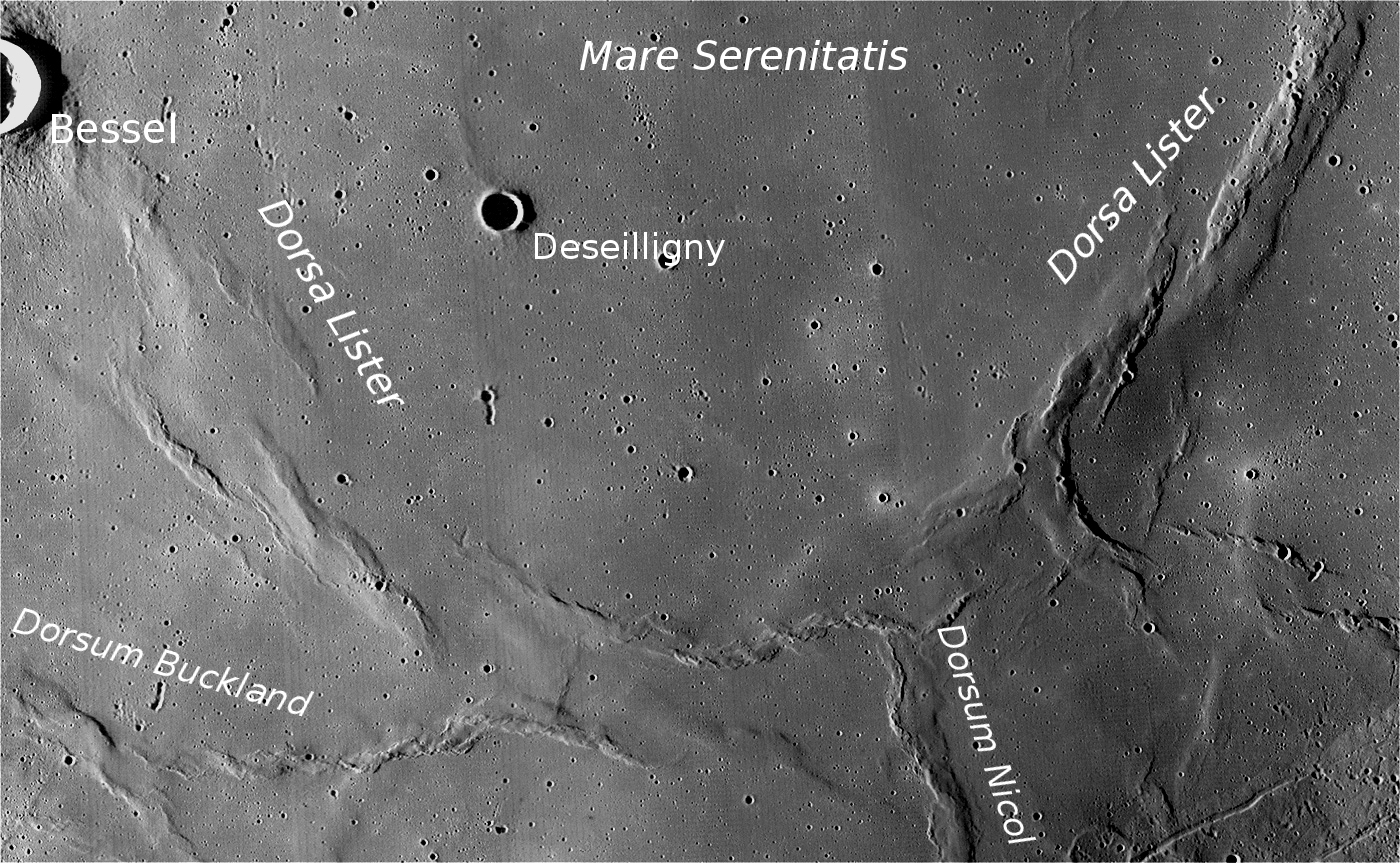
Localització de Deseilligny (part superior esquerra de la imatge)
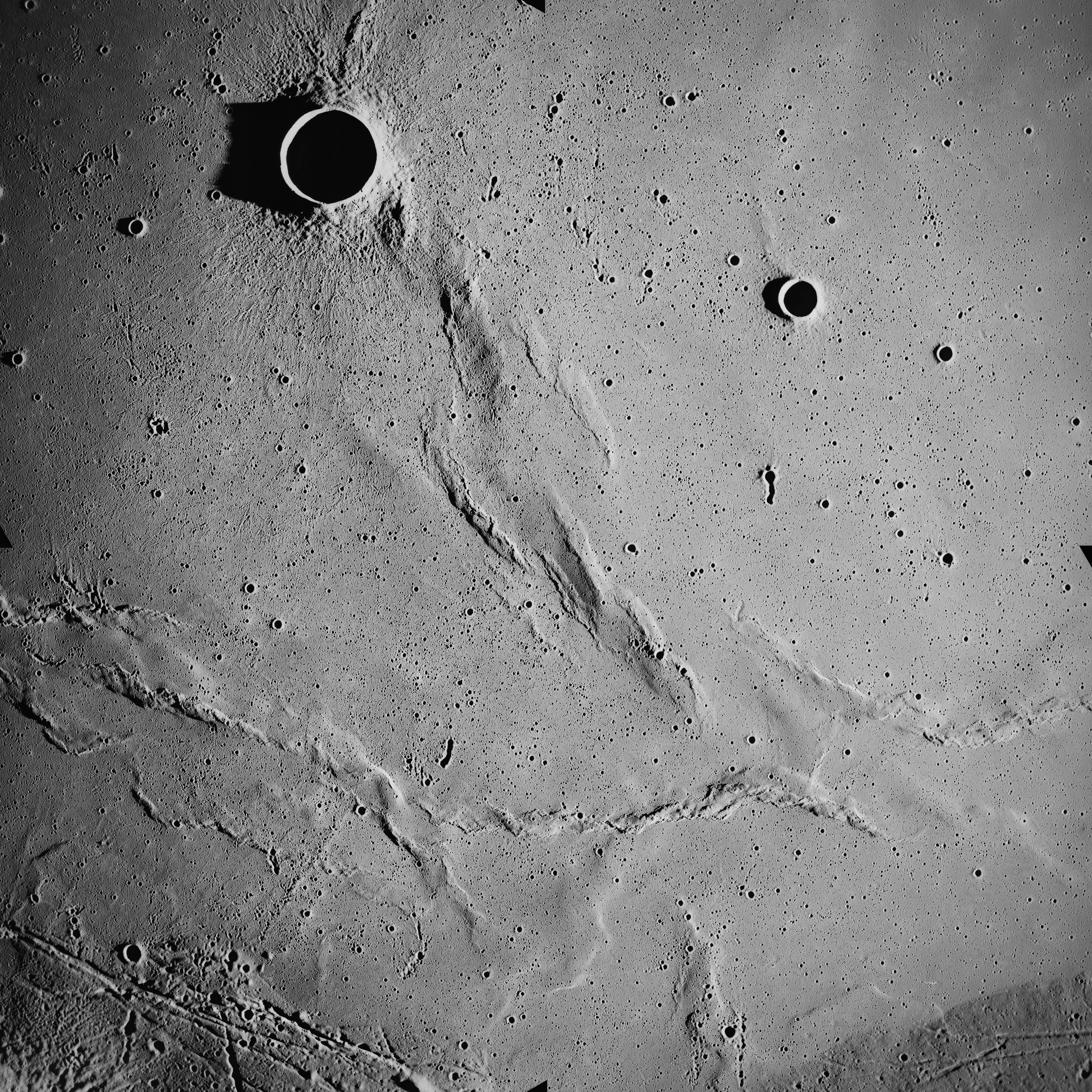
Deseilligny junt amb els cràters Bessel (a dalt a l'esquerra) i Dezeyini (a dalt a la dreta). Al centre, la dorsa Lister (imatge de l'Apollo 17)
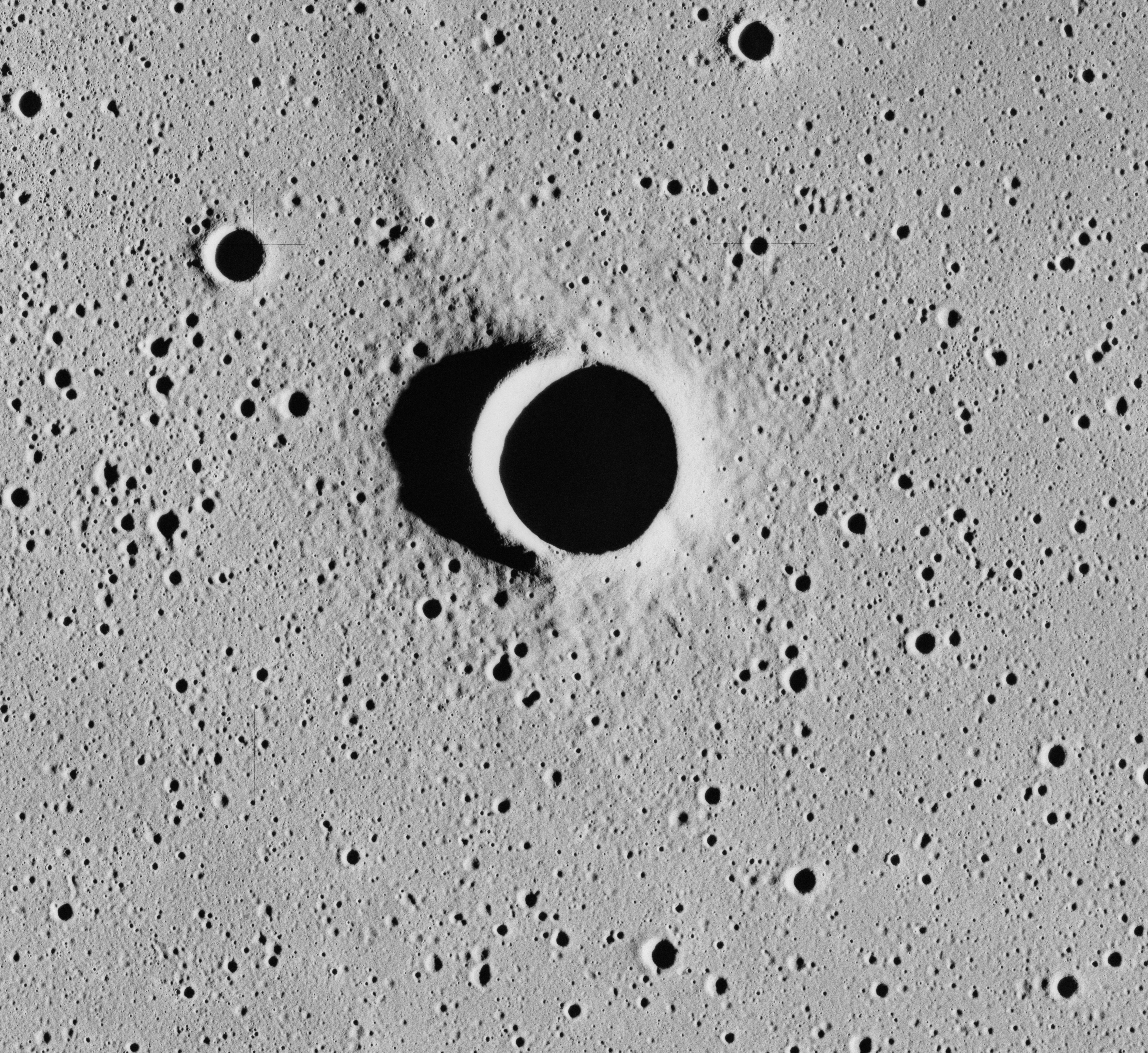
Detall del cràter Deseilligny (imatge de l'Apollo 17)

Deseilligny és un cràter en forma de bol, amb una vora baixa, sense altres aspectes ressenyables.